# Detroit Pistons
Detroit Pistons američka profesionalna košarkaška momčad iz grada Detroit, Michigan. Momčad je osnovana u gradu Fort Wayne, Indiana pod nazivom Zollner Pistons. 1948.g momčad se naziva Fort Wayne Pistons, pod kojim nazivom nastupa od samog osnivanja NBA lige. 1957.g. momčad seli u Detroit i nastupa pod današnjim nazivom.

## Dvorane
U Fort Wayne, Indiana:
- North Side High School Gym (1948. – 1952.)
- Allen County War Memorial Coliseum (1952. – 1957.)

U Detroitu:
- Olympia Stadium (1957. – 1961.)
- Cobo Arena (1961. – 1978.)
- Pontiac Silverdome (1978. – 1988.)
- The Palace of Auburn Hills (1988. – 2017.)
- Little Caesars Arena (2017. – danas)

## Vanjske poveznice
- (engl.)Detroit Pistons službene internet stranice